# Projet 425
Le Projet 425 ou KORSAT est une série de cinq satellites de reconnaissance radar et d'un satellite électro-optique infrarouge de la Corée du Sud dont le développement a débuté en 2018.

## Historique
En décembre 2018, l'Agence chargée des programmes de défense de la Corée du Sud passe contrat avec d'une part la société franco-italienne Thales Alenia Space et d'autre part les sociétés sud-coréennes Korea Aerospace Industries (KAI) qui fait office de chef de file et Hanwha Systems Corporation (HSC) pour le développement de quatre satellites de reconnaissance radar dans le cadre du projet 425 qui inclut également des satellites de reconnaissance optique et dont le montant total est de 930 millions US$. Thalès Alenia Space fournit la charge utile radar ainsi que des éléments de la plateforme (gyroscope et senseurs nécessaires au contrôle du moment cinétique).

## Caractéristiques techniques
Les satellites radar sont stabilisé 3 axes et l'énergie est fournie par des panneaux solaires déployés en orbite. La charge utile du satellite est constituée par un radar à synthèse d'ouverture qui permet d'obtenir des images ayant une résolution spatiale de 30 à 50 centimètres de diamètre quelle que soit la couverture nuageuse ainsi que de nuit comme de jour. L'instrument comprend une antenne de 5 mètres de diamètre composée de 24 pétales déployés en orbite. Le satellite peut être orienté pour observer une région qui n'est pas située directement sous sa trajectoire grâce à un système original reposant sur un rotor rotatif (gyroscope) qui est incliné pour provoquer le basculement du satellite par torsion gyroscopique,.
Les quatre satellites doivent être placés sur une orbite héliosynchrone comprise entre 600 et 700 kilomètres qui leur permet d'observer le territoire de la Corée du Nord toutes les deux heures.
Ces quatre satellites sont accompagnés par un cinquième, équipé d'un télescope électro-optique infrarouge qui est lancé le 1er décembre 2023 par un lanceur Falcon 9 qui emporte par ailleurs plus d'une vingtaine de satellites,, dont le premier satellite entièrement conçu et développé par l'Arménie.

## Historique des lancements
| Nom      | Date de lancement | Lanceur          | NSSDC ID  | Statut     | Remarques                            |
| -------- | ----------------- | ---------------- | --------- | ---------- | ------------------------------------ |
| KORSAT 7 | 1er décembre 2023 | Falcon 9 Block 5 | 2023-185B | En service | Satellite électro-optique infrarouge |
| KORSAT 1 | 7 avril 2024      | Falcon 9 Block 5 | 2024-066L | En service | Satellite radar                      |
| KORSAT 2 | 21 décembre 2024  | Falcon 9 Block 5 | 2024-247A | En service | Satellite radar                      |
| KORSAT 3 | 22 avril 2025     | Falcon 9 Block 5 | 2025-081A | En service | Satellite radar                      |
| KORSAT 4 |                   |                  |           | Prévu      | Satellite radar                      |